# Täckating på Fårö
Täckating är ett ating som hålls på Fårö i augusti varje år. Medlemmar i Gotlands hembygdsförening och studenter som tillhör Gotlands nation vid Uppsala universitet deltar i detta ating.